# موريس كوهين (جاسوس)
موريس كوهين (2 يوليو 1910 – 23 يونيو 1995) هو مواطن أمريكي مُدان بالتجسس لصالح الاتحاد السوفيتي، وهو يُعرف أيضًا باسمه المستعار بيتر كروجر. وزوجته لونا كانت عميلة سوفيتية كذلك.

## النشأة والتعليم
وُلد موريس كوهين في هارليم، مدينة نيوروك في 2 يوليو 1910 لعائلة يهودية. وقد هاجر والده من منطقة بالقرب من كييف التي تقع في ما يُعرف حاليًا بأوكرانيا. وقد هاجرت والدته من فيلنيوس التي تقع في ليتوانيا الحالية. وقد برع كوهين في كرة القدم الأمريكية في مدرسة جيمس مونرو الثانوية في برونكس، وبعد التحاقه بجامعة نيويورك بفترة وجيزة حصل على منحة رياضية للدراسة في جامعة ولاية مسيسيبي. ثم تعرض لإصابة بالغة في أحد المبارايات الخاصة بالمستجدين أعجزته عن اللعب، ولكنه احتفظ بالمنحة بصفته مدير الرياضة. وتخرج بعد حصوله على درجة البكالريوس في الأعمال، وبعد عام من الأعمال الأكاديمية انتقل إلى جامعة إلينوي. وهناك بدأ نشاطه في الترويج لصالح الشيوعية في الاتحاد السوفيتي بعد انضمامه إلى الجبهة الشيوعية المعروفة باتحاد الطلاب الوطني. وبعد قضاءه فصلًا دراسيًا واحدًا أعلنت الجامعة أنه شخص غير مُرحب به، ومن ثم عاد إلى برونكس حيث صار عضوًا فعالًا في الحزب الشيوعي في الولايات المتحدة ومنظمًا له. وبعد انتهاء الحرب العالمية الثانية حصل على درجة الماجستير في التربية من جامعة كولومبيا.

## الحياة العملية

### الخدمة العسكرية
في عام 1937 انضم كوهين إلى كتيبة ماكنزي-بابينو وحارب بصفته متطوعًا أجنبيًا في الحرب الأسبانية الأهلية إلى جانب الزميل أماديو ساباتيني (وهو جندي سابق وجاسوس سوفيتي). وأصيب كوهين وعاد إلى الولايات المتحدة في نوفمبر 1938 حيث شرع في خدمة جهاز المخابرات السوفيتي.

### التجسس لصالح الاتحاد السوفيتي
في منتصف عام 1942 تم استدعاء كوهين للخدمة في الجيش الأمريكي وذهب لأداء الخدمة في أوروبا. وبعدها فُصل من الخدمة في نوفمبر 1945 وعاد إلى الولايات المتحدة حيث استأنف أنشطته الجاسوسية لصالح الاتحاد السوفيتي.
ونظرًا إلى أن شبكات التجسس السوفيتية كانت مُعرضة للخطر في تلك الفترة انقطع الاتصال بينه وبين الاستخبارات السوفيتية مؤقتًا، ولكنه كوهين استأنف التواصل عام 1948 عندما طمأنه الجاسوس المقيم بإمكانية التواصل من جديد. وتعاون كوهين مع زوجته لونا كوهين على استمرار التواصل السري بينهما وبين الجواسيس المقيمين. واستمرا في العمل مع العقيد السوفيتي رودولف آبل حتى عام 1950 عندما غادرا الولايات المتحدة سرًا وانتقلا إلى لوبلين، بولندا. وفي أثناء إقامتهما تورط الزوجان في عدة مهام أجنبية لصالح الاتحاد السوفيتي، وفي خلال مهامهما سافرا إلى اليابان وهونج كونج ونيوزيلاندا والنمسا وبلجيكا وهولندا.
وفي عام 1954 انتقل الزوجان إلى إنجلترا ومكثا في 45 شارع كرانلي في مدينة روزليب حيث خبئا معدات التجسس الخاصة بهم بالإضافة إلى هوائي ملتف حول سقيفة المبنى لإرسال المعلومات إلى موسكو. وقام الزوجان بإخفاء أنشطتهما عن طريق افتتاح متجر كتب آثري في المبنى وانتحال هوية مزيفة باسم الزوجان بيتر وهيلين كروجر. وعمل الزوجان لصالح جوردون لونزديل من الاتحاد السوفيتي. وكانت إقامة موريس في بريطانيا غير شرعية في ذلك الوقت.

### الاعتقال
اعتقل ضباط الأمن البريطاني آل كوهين في 7 يناير 1961 بسبب تورطهم في شبكة التجسس السوفيتية المعروفة بعصابة بورتلاند الجاسوسية. وقضى كلًا من كوهين ولونا 8 أعوام في السجن، وهي مدة أقل من نصف المدة المنطوق بها في الحكم.

### تبادل السجناء
في عام 1967 اعترف الاتحاد السوفيتي أن آل كوهين جواسيس يعملون لصالحهم، وفي يوليو 1969 أطلقت بريطانيا سراحهم في مقابل إطلاق سراح المواطن البريطاني جيرالد بروك. وقد أُبرمت مثل هذه الاتفاقيات في مرات سابقة مثل تبادل الجاسوس السوفيتي رودولف آبل بربان الطائرة يو-2 جاري باورز، وتبادل الجاسوس جوردون لونزديل بجرفيل واين في عام 1962. ولكن تعرضت حكومة حزب العمال بقيادة هارولد وينسون إلى النقد من قبل المعارضة لأنها وافقت على إطلاق سراح عملاء سوفيتين خطيرين مثل بيتر وهيلين كروجر في مقابل جيرالد بروك رغم أنه محض معارض للسوفيتين ولا يشكل خطرًا عليهم. وادعى المعارضون أن هذه الاتفاقية تُمثل سابقة خطيرة، وزعموا أنها كانت أقرب إلى محاولة ابتزاز منها إلى مقايضة عادلة.

### موسكو
بعدها سافر آل كوهين إلى موسكو حيث درّب موريس كوهين بعض الجواسيس لصالح السوفيتيين. ويُقال أن كوهين تصادف يومًا ما بجورج بليك، وهو جاسوس آخر التقى به كوهين أثناء مكوثه في سجن ورموود سكربس، واتفق الاثنان على التواصل مع بعضهما البعض ولكن السلطات السوفيتية أمرتهم بالابتعاد عن بعض.

## الحياة الشخصية والوفاة
تزوج كوهين من لونا كوهين في عام 1941، وهي ناشطة في الحزب الشيوعي في الولايات المتحدة وهي تعمل جاسوسة لدى عالم الفيزياء ثيودور هول الذي كان يعمل في مشروع مانهاتن (وهو جزء من عصابة الجواسيس النووية التي اتضح لاحقًا أنها كانت أخطر بكثير من عصابة روزنبرغ المشهورة).
وفي وقت من الأوقات كان كوهين يعمل لدى شركة أمتورج السوفيتية.
وبعد تدريب العملاء السوفيتيين في موسكو لعدة عقود مات كوهين في 23 يونيو 1995.

## الجوائز
مُنح آل كوهين وسام الراية الحمراء ووسام ترتيب الصداقة بين الشعوب كمكافأة لأعمالهم التجسسية. وحتى بعد تفكك الاتحاد السوفيتي كافأتهم حكومة بوريس يلتسن بلقب أبطال الاتحاد الروسي. وعاشا بقية حياتهم على معاشات جهاز المخابرات السوفيتي حتى وفاتهما (توفيت لونا عام 1992 وموريس عام 1995).

## مشروع فينونا
تمت الإشارة إلى آل كوهين في مستندات مشروع فينونا لمكافحة التجسس بخصوص الإفادة الخاطئة بمقتل موريس كوهين في أوروبا. وقد نجح آل كوهين في تسريب أسرار مشروع مانهاتن إلى الاتحاد السوفيتي. ويُعرف كوهين باسمه الحركي «متطوع» في مستندات فينونا وفي أوساط المخابرات السوفيتية.

## الإرث
في عام 1983 أنتج مؤلف المسرحيات البريطاني هيو وايتمور مسرحية درامية عن تلك القضية بعنوان «Pack of Lies» (حزمة من الأكاذيب)، وعُرضت في مسرح ويست إند في لندن بطولة جودي دينش ومايكل ويليامز. كما عُرضت في مسرح برودواي لمدة 3 أشهر ونصف في عام 1985، وبها فازت روزماري هاريس جائزة أفضل ممثلة لتمثيلها دور جارة آل كوهين. ثم أُنتج عن تلك القصة فيلم تلفزيوني بطولة إلين بورستن، وألان باتس، وتيري جار، ودانيال بينزالي، وعُرض في الولايات المتحدة على شبكة CBS في عام 1987. وتمركزت أحداث القصة حول الجيران الذين استخدموا منزلهم كقاعدة للسماح بالأجهزة الأمنية بالتنصت على آل كوهين، وركزت القصة على كيف دمر الارتياب والشكوك والإحساس بالخيانة حياتهما في تلك الأوقات.
وذُكرت حقيقة أن آل كوهين انتحلا شخصية تجار كتب في كتاب «The Duchess of Bloomsbury» (دوقة بلومزبيري)، وذلك بمساعدة فرانك دويل، وهو صديق سابق لآل كوهين وهو الذي تلقى طلبات الكتب والخطابات التي ألهمت الكتاب الأكثر مبيعًا «84 Charing Cross Road».